# Guardia Republicana (República Democrática del Congo)
La Guardia Republicana (francés: Garde Républicaine), anteriormente conocida como División Especial Presidencial, es una unidad militar congoleña de élite, cuya misión es garantizar la seguridad del presidente de la República Democrática del Congo. Fue creada para tal fin por el actual presidente de la RDC, Joseph Kabila. Por ello, no depende de los altos mandos de las Fuerzas Militares de la RDC, sino que recibe órdenes directamente del Jefe de Estado. Así, aparte del artículo 140 de la Ley del Ejército y la Defensa, no hay cláusula legal alguna que identifique a la Guardia Republicana como una unidad dentro del ejército nacional de la RDC. En febrero de 2005, el presidente Joseph Kabila aprobó el nombramiento por decreto del oficial al mando de toda la Guardia Republicana, a la vez que "se eliminaban todas las disposiciones legales contrarias" a dicho decreto. Respecto a su capacidad de combate, la Guardia Republicana consta de entre 10 000 y 15 000 soldados (en enero de 2007, según ICG), mejor equipados, pagados y entrenados que el resto de las fuerzas armadas congoleñas. Estas tropas están distribuidas en tres brigadas, la 10 en Kinshasa y la 15 y 16 en Lumumbashi. A pesar de su mejor situación laboral en comparación con el resto del ejército, la Guardia Republicana a menudo es acusada de abusos sexuales y robos a la población civil en las inmediaciones de sus bases militares, así como de reprimir las manifestaciones de la oposición política con un uso desproporcionado de la fuerza.

## Historia
La Guardia Republicana parece ser el sucesor funcional de la extinta División Especial Presidencial, creada en su día por el entonces presidente Mobutu para asegurar su propia protección.
Durante las elecciones presidenciales congoleñas de 2011, la ONU informó de que la Guardia Republicana, junto a la Policía nacional y los servicios secretos congoleños, abrieron fuego contra los manifestantes que protestaban por los alegatos de corrupción electoral. A raíz de esta actuación policial, 33 personas fallecieron y 83 sufrieron heridas de diversa consideración. Otros 265 manifestantes fueron arrestados, y se denunció que fueron torturados a manos de las fuerzas de seguridad congoleñas. En consecuencia, la ONU se comprometió a trabajar conjuntamente con la justicia congoleña para esclarecer los hechos, y llevar a juicio a los responsables. También se denunció que la Guardia Republicana disparó a la multitud de opositores que se habían congregado cerca de un aeropuerto, donde esperaban la llegada del líder de la oposición política a Kabila. En la provincia de Katanga, un ataque a una comisaría de policía en Lumumbashi acabó con la vida de numerosas personas, que quedaron atrapadas en el fuego cruzado entre los asaltantes y la Guardia Republicana. Por añadidura, la Guardia Republicana arrestó a alrededor de 30 individuos, los cuales formaban parte de un grupo de 60 personas que intentaba entrar a la fuerza en la residencia de Kabila en Kinshasa. Inicialmente se pensó que algunos de ellos tenían entrenamiento militar, pero el ministro de Información congoleño se negó a dar crédito a los alegatos de que los asaltantes eran soldados descontentos de la Guardia Republicana. A pesar de que la Guardia Republicana logró rechazarlos, la lucha continuó en los aledaños de una base militar cercana. Por su parte, Kabila calificó estos sucesos como "un intento de golpe de Estado".
Dos años después, entre el 23 y el 24 de marzo de 2013, las tropas de la Guardia Republicana repelieron el ataque de una milicia Mai Mai rebelde en la provincia de Katanga. Este grupo, los Mai Mai Kata Katanga, había estado intentando establecer un Estado independiente en dicha región. Por otra parte, los efectivos de la Guardia Republicana estacionados en Katanga han cometido delitos de diversa índole hacia la población civil en la zona, e incluso algunos trabajadores de la ONU han sido víctimas de los abusos de estas tropas. En marzo de 2015, un tribunal en la región de Kivu del Norte declaró culpable de asesinato a un soldado de la Guardia Republicana, y lo sentenció a la pena de muerte.

## Organización
El Brigadier General Dieudonne Banze Lubundji fue comandante de la Guardia Republicana. Lubundji fue ascendido al cargo en 2007, después de ejercer entre 2003 y 2006 como Jefe Adjunto del Estado Mayor de operaciones de las Fuerzas Militares de la República Democrática del Congo. En 2014, fue ascendido a teniente general y puesto al mando de las Fuerzas Terrestres de la República Democrática del Congo. El anterior comandante de las Fuerzas Terrestres, Jean-Claude Kifwa, fue nombrado comandante de la novena región militar (Provincia Oriental).
Como parte de sus esfuerzos para ejercer su control personal sobre el país, Joseph Kabila ha desplegado a la Guardia Republicana en los aeropuertos localizados en zonas estratégicas, sobre todo en vísperas de las visitas presidenciales. A finales de 2005, todavía había guardias republicanos en Mbandaka, Kindu, Lubumbashi, Bukavu y Kolwezi, meses después de que finalizara la visita presidencial a esas ciudades. A fecha de 2007, aún seguían desplegados en el aeropuerto de Bangoka en Kisangani, aparentemente sin estar sujetos a la autoridad de oficial alguno, causando problemas a los cascos azules del MONUC.
En cuanto a su estatus legal, la Guardia Republicana está en teoría adscrita al proceso de integración de las Fuerzas Militares de la RDC, pero a fecha de enero de 2007, tan solo un batallón había sido integrado. Formado en un punto de encuentro en el barrio de Kibomango en Kinshasa, este batallón constaba de 800 hombres: la mitad de ellos de la antigua División Especial Presidencial, y la otra mitad provenientes del Movimiento de Liberación del Congo y la facción de Goma de la Agrupación Congoleña por la Democracia.